# Jango Fett
Jango Fett es un personaje ficticio de la franquicia Star Wars, creado por George Lucas. Apareció por primera vez como el antagonista secundario de la película de 2002 Star Wars: Episodio II – El ataque de los clones, interpretado por Temuera Morrison. El personaje es un cazarrecompensas mandaloriano, considerado el mejor mercenario de la galaxia de su época, y el padre de Boba Fett, un clon no modificado de Jango a quien conservó como pago por servir como plantilla genética del ejercito clon de la República Galáctica y criado como su hijo. Después de la muerte de Jango a manos de Mace Windu, Boba sigue los pasos de su padre y utiliza la armadura, el equipo y la nave de su padre, Slave I, para convertirse en un exitoso cazarrecompensas por derecho propio. La serie animada The Bad Batch revela además que dos hijas de Jango crecieron junto a Boba, sin el conocimiento de Jango: Omega y Emerie Karr.
Fuera de las películas, el personaje aparece en varias obras canónicas y no canónicas de Star Wars, como cómics y videojuegos, que lo representan como un antihéroe en lugar de una figura villana, y exploran su pasado como cazarrecompensas y guerrero mandaloriano. Desde el lanzamiento de El ataque de los clones, Jango Fett se ha convertido en una figura popular dentro de la base de fans de Star Wars, ganando seguidores de culto, y Morrison interpretó más tarde al hijo de Jango, Boba, en las series de Disney+ The Mandalorian y The Book of Boba Fett.

## Características

### Concepto y creación
En los primeros borradores de El ataque de los clones, el primer nombre de Fett era "J'mee".  Su nombre es una referencia a la película Spaghetti Western de Sergio Corbucci de 1966, Django, que presenta a un vagabundo hiperviolento del mismo nombre interpretado por Franco Nero. Django era muy conocido debido a los usos y abusos que la industria del Spaghetti Western hizo de su nombre y carácter durante los años 1970 y 1980.
Jango está cubierto con un elegante traje blindado que oculta su rostro lleno de cicatrices, basado en gran medida en el icónico traje de Boba Fett (diseñado por Joe Johnston) de la trilogía original.  Inicialmente se planeó que su traje fuera blanco para que coincidiera con el arte conceptual de Boba Fett, pero se cambió a plateado y azul,  en contraste con el verde, rojo y naranja de Boba. Jango también tiene una armadura única para muslos, espinillas y escupitajos, así como una falta comparativa de accesorios y trofeos. 
El creador de la franquicia, George Lucas, decidió que Jango usaría una armadura mandaloriana pero no sería de su planeta.

### Representación
Jango Fett fue interpretado por Temuera Morrison en Attack of the Clones, quien posteriormente expresó el personaje en la mayoría de sus apariciones en videojuegos, incluidos Star Wars: Bounty Hunter, Star Wars: Battlefront II, Star Wars Battlefront: Elite Squadron y la versión de PSP de Star Wars: The Force Unleashed. Según Morrison, "no podía ver nada" mientras llevaba el casco del disfraz debido a la niebla de su aliento, lo que dificultaba la actuación. 
Además, Jango fue interpretado por Bob Marshall en un comercial de Star Wars: Bounty Hunter (pero la voz fue proporcionada por un actor diferente y desconocido) y Jeff Bennett le dio voz en los juegos Star Wars: Galactic Battlegrounds y Star Wars: Jedi Starfighter y Andrew Chaikin en Star Wars Battlefront: Renegade Squadron.

## Historia
Jango Fett quedó huérfano a muy temprana edad, un hijo de simples comerciantes granjeros Mandalorianos de Concord Dawn, los cuales fueron asesinados brutalmente durante una guerra civil entre las facciones Mandalorianas. Tor Vizsla, líder de la deshonorable Guardia de la Muerte, capturó a Jango y forzó a sus padres a decirle lo que sabían acerca de Jaster Mereel, el líder de los Verdaderos Mandalorianos, pero los Fett se negaron, al ser aliados de Mereel. Enfurecido, Vizsla ordenó a sus lacayos que mataran al Clan Fett. Jango, que gracias a una distracción de su madre había podido huir, fue rescatado por Jaster Mereel y se convirtió en su hijo adoptivo. Jango se convirtió en uno de los más notables Mandalorianos, y se creía que este era el único sobreviviente de los Verdaderos Mandalorianos, tras la aniquilación de éstos por los Caballeros Jedi. Él se alzó frente a grandes guerreros, aprendiendo a sobrevivir en peligrosos territorios utilizando su característica armadura y sus increíbles habilidades.
Años de acondicionamiento físico y entrenamiento, le hicieron ganar la reputación como uno de los más temidos cazarrecompensas del bajo mundo. Ni los Vigos del Sol Negro se escaparon de sus blasters gemelos. En una ocasión, Fett tuvo que trabajar en equipo con Zam Wesell, para lo que sus talentos se amalgamaron para lograr asignaciones similares. A pesar de preferir trabajar solo, los dos hacían equipo cada vez que era prudente. Los dos compartieron una aventura cuando buscaban un extraño artefacto de Seylott que le garantizaría a su usuario un increíble poder.
Una década antes del estallido de las Guerras Clon, un hombre llamado Tyranus, solicitó la presencia de Jango en una de las lunas de Bogden, con una intrigante proposición. A cambio de una suculenta suma de dinero, Jango se convertiría en el modelo a tomar para una armada de clones. Fett aceptó, pero con otra estipulación en el contrato. Adicionalmente a su paga, sería premiado con un clon no alterado de sí mismo. Diferente a los otros, este clon no tendría un proceso de crecimiento acelerado o tratamiento de la docilidad. Sería una réplica pura de Jango de nombre Boba, al que convertiría en un feroz guerrero mandaloriano, el "Legado de Jaster Mereel".
Los kaminoanos ofrecieron a Fett instalaciones privadas en su hermética Ciudad Tipoca, lo que hizo que Jango se alejara de la tarea de cazarrecompensas por un tiempo. Este se concentró en la educación de su hijo clon, Boba. Los kaminoanos aprovecharon el material genético de supervivencia y combate de Fett para crear miles de soldados clones.
Mientras servía como protector de Tyranus, Jango fue contratado por el Virrey Gunray de la Federación de Comercio. Gunray quería eliminar a la Senadora Padmé Amidala, quien había sido una piedra en el zapato del neimoidiano por mucho tiempo. Fett, subcontrató el trabajo a su antigua compañera Zam Wessel, y la proveyó de venenosos kouhuns para que acabe el trabajo.
Un par de Jedis (Anakin Skywalker y Obi-Wan Kenobi) intervinieron en el momento justo cuando iban a terminar con la senadora, por lo que Jango se vio forzado a matar a Zam antes de que lo delatara. Pero Fett no contaba con la resolución de Obi-Wan Kenobi. Jango utilizó un arma exótica para matar a Zam, un dardo venenoso Kaminoano. Nadie pudo dar con el origen del dardo, pero las conexiones en los bajos fondos de Kenobi, lo llevaron en la dirección adecuada.
Kenobi llegó a Kamino, y se enteró de la armada de clones. Tuvo un tenso encuentro verbal con Jango, en una discusión en donde nunca llegaron a revelar sus verdaderas intenciones. Fett decidió abandonar Kamino y le ordenó a Boba a juntar sus pertenencias. Kenobi, luego de comunicar la situación al Consejo Jedi, recibe la orden de apresar a Jango y llevarlo a Coruscant, pero justo cuando se disponía a aprehenderlo Jango ya partía. Tuvieron un encuentro en donde el Jedi se vio muchas veces sorprendido por la cantidad de recursos desplegados por Fett durante la batalla. Jango llegó a escapar a bordo del Esclavo I, y junto a su hijo arribaron a Geonosis para reunirse con su misterioso benefactor, Lord Tyranus.
En la ruta hacia Geonosis, Jango y Boba notaron que un rastreador había sido colocado en su transporte y de pronto se vieron seguidos por un Jedi starfighter en su trayecto. Era Kenobi, con quien entablaron un combate espacial en los anillos de asteroides de Geonosis. A pesar de la cantidad de cargas sísmicas, disparos de láser y ataques con misiles, Obi-Wan sobrevivió y continuó la persecución a Fett hasta la superficie del mismo planeta.
Kenobi y sus acompañantes fueron capturados en Geonosis, que fue revelado como un fuerte separatista. Estos iban a ser ejecutados en un gran coliseo geonosiano, pero sus muertes se vieron truncadas con la llegada de una gran cantidad de refuerzos Jedi.
Encargado de la tarea de proteger a Lord Tyranus, Jango entró en el combate contra los Jedi. Sus habilidades de tiro eran admirables, pero no lo suficiente como para confrontar al Maestro Jedi Mace Windu. Este no le brindó tregua a Fett, reflectando todos sus disparos y decapitando, con un solo movimiento de su sable de luz, al cazarrecompensas. El casco de Jango rodó por la arena de Geonosis, para ser recogido por un conmocionado huérfano, Boba Fett. Jango no vio a sus clones en acción.

## En la cultura popular
El sitio web de cultura pop IGN nombró a Jango Fett como el trigésimo personaje más importante de Star Wars en su cuenta regresiva Top 100, citando su comportamiento tranquilo y efectivo y su destreza en combate, a pesar de no poseer una conexión con la Fuerza.
El 4 de febrero de 2022, Indy Stevenson publicó en Twitter un cómic de un fan de El libro de Boba Fett titulado "This Place Was Home" con una recepción crítica positiva. Posteriormente publicado en Substack, el cómic explora la relación de Jango con Zam Wesell, simultáneamente con los eventos de Attack of the Clones. 